# Baden-Badener Weinhaus am Mauerberg
Die Baden-Badener Weinhaus am Mauerberg GmbH ist ein im Baden-Badener Ortsteil Neuweier ansässiger Weinerzeuger.

## Geschichte
Nach einer ertragsreichen Weinlese 1920 fanden viele Winzer für ihre Erzeugnisse keine Abnehmer. Auf Grund dessen regte sich der Gedanke der Selbsthilfe in Form der Gründung einer Winzergenossenschaft. So taten sich 1922 58 Winzer zusammen und gründeten am 6. August 1922 die Winzergenossenschaft Neuweier. 1970 fusionierte die Winzergenossenschaft mit der 1907 gegründeten Affentaler Winzervereinigung Bühlertal zur Winzergenossenschaft Neuweier-Bühlertal eG. Der Zusammenschluss brachte Rotwein von der berühmten Lage Affental zur reinen Riesling-Genossenschaft.
2006 wurde nach einem Beschluss der Mitglieder der Name in Baden-Badener Winzergenossenschaft geändert. Hiervon erhofft man sich höheren Bekanntheitsgrad durch den Namen der Kurstadt. 2007 erfolgte eine erneute Fusion, diesmal mit dem Winzerhaus Hans StichdenBuben eG Steinbach. Eine weitere Fusion fand dann im Jahr 2012 mit der damaligen Winzergenossenschaft Varnhalt statt. Somit waren alle Winzergenossenschaften auf Baden-Badener Gemarkung unter einem Dach zusammengefasst. Im Juli 2018 beschlossen die Mitglieder Baden-Badener Winzergenossenschaft und die Affentaler Winzer die Fusion beider Unternehmen. Die neue Genossenschaft nennt sich Affentaler Winzer eG. Die weitere Vermarktung der Weine aus dem Baden-Badener Rebland wurde in die Hand des neu gegründeten Baden-Badener Weinhaus am Mauerberg GmbH gelegt.

## Unternehmen
Das Baden-Badener Weinhaus am Mauerberg GmbH ist eine 100%ige Tochter der Affentaler Winzer eG in Bühl. Die Winzergenossenschaft hat das Recht, auf Grund ihres Sitzes im Baden-Badener Rebland, den Wein in Bocksbeutel abzufüllen.

## Anbaugebiet und Rebsorten
Die Anbaugebiete des Unternehmens befinden sich überwiegen in den Hang- und Steillagen und gehören innerhalb des Weinbaugebiets Baden zur Weinbauregion Ortenau. Die besondere geografische Lage und das Klima an den Hängen des Nordschwarzwalds eignet sich hier hervorragend für den Weinanbau.
Den Hauptteil der angebauten Rebsorten bilden Riesling und Spätburgunder mit 28 %. Weitere Sorten sind Müller-Thurgau, Traminer, Weißburgunder, Grauburgunder, Cabernet Carbon, Chardonnay, Sauvignon blanc, Chardonnay, Merlot und Regent.